# Sandie Richards
Sandie Richards (* 6. November 1968 im Clarendon Parish) ist eine jamaikanische Leichtathletin, die mit der 4-mal-400-Meter-Staffel Jamaikas 2001 Weltmeisterin wurde und bei den Olympischen Spielen 2000 die Silber- und 2004 die Bronzemedaille gewann. Im 400-Meter-Lauf wurde sie 1993 und 2001 Hallenweltmeisterin.
Ihre Bestzeit betrug 49,79 s, erzielt 1997 bei den Weltmeisterschaften in Athen. 1998 wurde sie zu Jamaikas Sportlerin des Jahres gewählt.
Sandie Richards hatte bei einer Größe von 1,70 m ein Wettkampfgewicht von 61 kg. Sie beendete nach den Olympischen Spielen 2004 ihre Karriere. Von Beruf ist sie Soziologin mit Abschluss an der University of Texas at Austin.

## Erfolge
- 1986: Juniorenweltmeisterschaften: Platz 3 im 400-Meter-Lauf
- 1993: Hallenweltmeisterschaften: Platz 1 im 400-Meter-Lauf, Platz 2 in der Staffel
- 1993: Weltmeisterschaften: Platz 3 im 400-Meter-Lauf
- 1995: Hallenweltmeisterschaften: Platz 2 im 400-Meter-Lauf
- 1997: Hallenweltmeisterschaften: Platz 2 im 400-Meter-Lauf
- 1997: Weltmeisterschaften: Platz 2 im 400-Meter-Lauf, Platz 3 in der Staffel
- 2000: Olympische Spiele in Sydney: Platz 2 mit der Staffel
- 2001: Hallenweltmeisterschaften: Platz 1 im 400-Meter-Lauf, Platz 2 mit der Staffel
- 2001: Weltmeisterschaften: Weltmeisterin mit der Staffel
- 2003: Hallenweltmeisterschaften: Platz 2 mit der Staffel
- 2003: Weltmeisterschaften: Platz 3 mit der Staffel
- 2004: Olympische Spiele in Athen: Platz 3 mit der Staffel